# Красноярське (Калінінградська область)
Красноярське (рос. Красноярское) — селище Озерського міського округу, Калінінградської області Росії. Входить до складу Красноярського сільського поселення.
Населення —  575 осіб (2015 рік). 

## Населення
| 1818 | 1863 | 1910 | 1933 | 1939 | 2002 | 2010 |
| ---- | ---- | ---- | ---- | ---- | ---- | ---- |
| 151  | ↗257 | ↗333 | ↗372 | ↗422 | ↗608 | ↘575 |